# Graydidascalus brachyurus
Graydidascalus brachyurus là một loài chim trong họ Psittacidae.